# Венгерско-греческие отношения
Венгерско-греческие отношения — двухсторонние дипломатические отношения между Венгрией и Грецией.

## История
Греция и Венгрия установили дипломатические отношения 7 июля 1956 года. 24 августа 1964 года обе страны обменялись посольствами в столицах друг друга. Обе страны являются полноправными членами Европейского союза, НАТО, ОЭСР, ОБСЕ и Совета Европы. В Венгрии проживает около 2500 человек греческого происхождения. Между тем, согласно оценке 2011 года, в Греции проживает около 2000 человек венгерского происхождения.

## Военное сотрудничество
Венгерский военный контингент участвовал в миссии НАТО по оказанию помощи Греции в обеспечении безопасности во время проведения летних Олимпийских игр 2004 года.

## Двухсторонние соглашения[3]
- Соглашение о воздушном сотрудничестве (1963)
- Соглашение об избежании двойного налогообложения доходов (1984)
- Соглашение о поощрении и защите инвестиций (1989)
- Соглашение об экономическом, промышленном и технологическом сотрудничестве (1980)
- Соглашение о международных автомобильных перевозках (1977)
- Соглашение о сотрудничестве в сфере туризма (1987)
- Соглашение о сельскохозяйственном сотрудничестве (2001)